# Astryná
Astryná (bielorruso: Астрына́; ruso: Острино Ostrino u Остры́на Ostryna; polaco: Ostryna; yidis: אַסטרין; lituano: Astryna) es un asentamiento de tipo urbano de Bielorrusia perteneciente al distrito de Shchuchyn de la provincia de Grodno.
En 2017 tenía una población de 1731 habitantes.
Se ubica a medio camino entre Grodno y Radun sobre la carretera P145. Al sur de Astryná sale la carretera P51, que lleva a Vawkavysk pasando por la capital distrital Shchuchyn.

## Historia
Se conoce la existencia de la localidad en documentos desde 1487, cuando era un pueblo del Gran Ducado de Lituania, aunque según excavaciones aquí ya había un asentamiento eslavo en el siglo X. En 1641, Vladislao IV le concedió parcialmente el Derecho de Magdeburgo, incluyendo un mercado semanal. En la partición de 1795 pasó a formar parte del Imperio ruso, donde fue un típico shtetl de la Zona de Asentamiento, donde algo más de la mitad de los habitantes eran judíos; el resto de los habitantes eran principalmente ortodoxos, con pequeñas minorías de tártaros de Lipka y católicos. En 1921 se integró en la Segunda República Polaca, que en 1931 le dio el estatus de ciudad. En 1939 se integró en la RSS de Bielorrusia, que en 1940 lo clasificó como asentamiento de tipo urbano. La población judía desapareció en 1942, cuando los invasores alemanes trasladaron a casi todos los judíos locales a Auschwitz tras encerrarlos en un gueto.